# Nagelsberg (Remscheid)

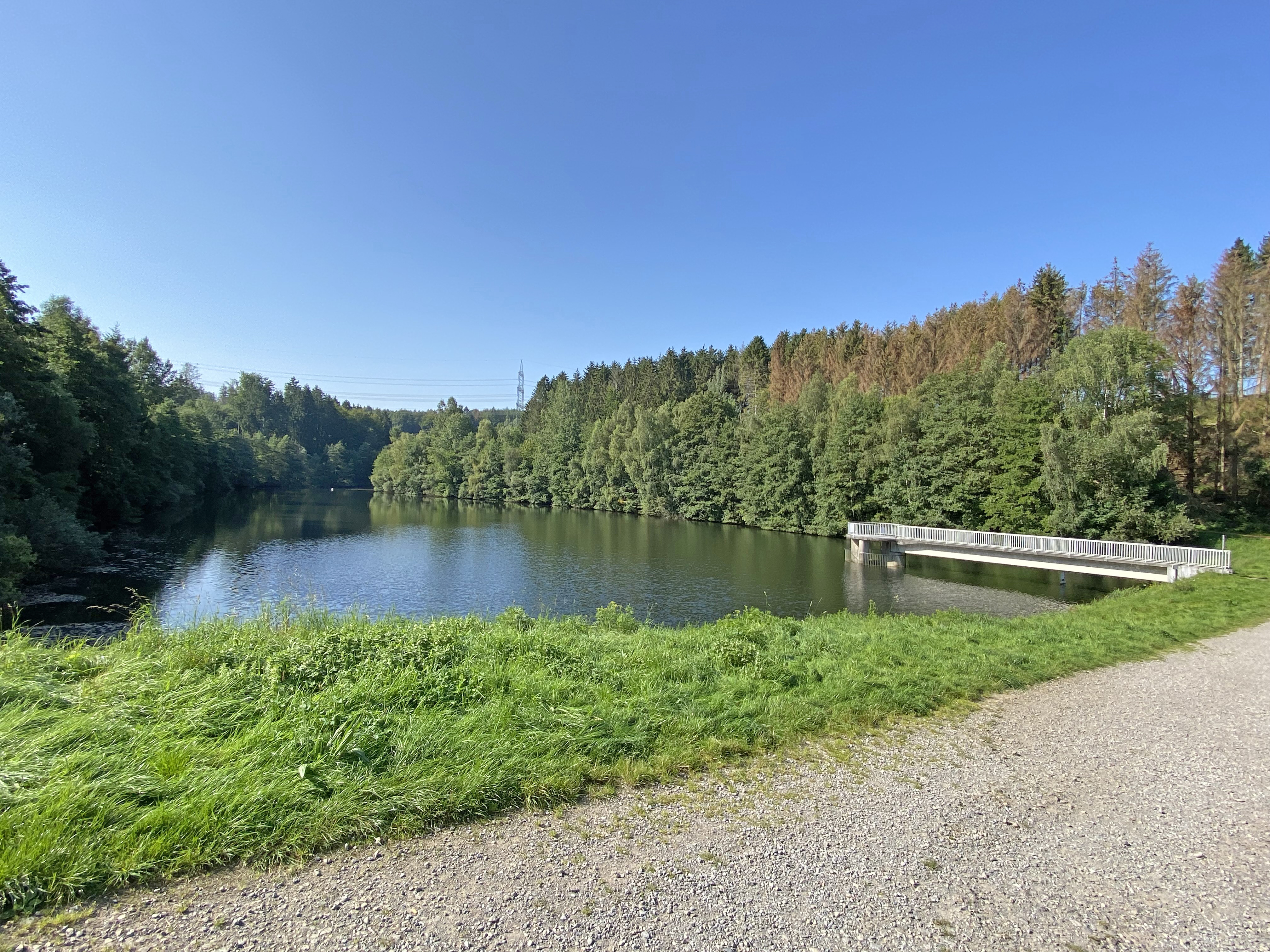
Feldbach-Vorsperre mit Damm zur Wuppertalsperre

Nagelsberg ist eine Hofschaft im Südosten der bergischen Großstadt Remscheid in Nordrhein-Westfalen.

## Lage und Beschreibung
Nagelsberg liegt im statistischen Stadtteil Engelsburg des Stadtbezirks Lennep auf einem niedrigen Höhenzug zwischen den Tälern des Lenneper Bachs und Feldbach östlich des größeren Stadtteils Hasenberg. Der Lenneper Bach wird 200 m weiter nordwestlich Nagelsberg in der Lenneper Bach-Vorsperre, der  Feldbach 900 m weiter südöstlich in der Feldbach-Vorsperre der Wuppertalsperre gestaut.
Weitere benachbarte Wohnplätze und Hofschaften sind Ober- und Niederfeldbach, Müllersberg, Schneppendahl, Kleebach, Jacobsmühle, Auf der Hardt und Durchsholz. Aufgrund des Baus der Wuppertalsperre abgegangen sind Wassermühle, Spaniermühle, Nagelsbergermühle, Nagelsberger Gemarke, Wilhelmsmühle und Felbeckerhammer.
Nördlich von Nagelsberg verläuft die neue Trasse der Bundesstraße 229, die ebenfalls aufgrund des Talsperrenbaus verlegt werden musste.

## Geschichte
Die Karte Topographia Ducatus Montani aus dem Jahre 1715 zeigt den Hof als Nagelsberg. Im 18. Jahrhundert gehörte der Ort zum bergischen Amt Bornefeld-Hückeswagen.
1815/16 lebten 29 Einwohner im Ort. 1832 war Nagelsberg Teil der altbergischen Landgemeinde Fünfzehnhöfe, die nun der Bürgermeisterei Wermelskirchen angehörte. Der laut der Statistik und Topographie des Regierungsbezirks Düsseldorf als Ackerhof bezeichnete Ort besaß zu dieser Zeit drei Wohnhäuser, eine Fabrik bzw. Mühle und zwei landwirtschaftliche Gebäude. Zu dieser Zeit 20 Einwohner im Ort, allesamt evangelischen Glaubens.
Im Gemeindelexikon für die Provinz Rheinland werden für das Jahr 1885 fünf Wohnhäuser mit 79 Einwohnern angegeben. Der Ort gehörte zu dieser Zeit zur  Bürgermeisterei Fünfzehnhöfe innerhalb des Kreises Lennep. 1895 besitzt der Ort fünf Wohnhäuser mit 71 Einwohnern, 1905 sieben Wohnhäuser und 51 Einwohner.
1886 wurde nördlich von Nagelsberg der Streckenabschnitt Lennep – Krebsöge der Wuppertalbahn eröffnet, 1889 der die Eröffnung der Streckenabschnitt Krebsöge – Radevormwald der östlicham Ort vorbei trassiert wurde. 1906 wurde die Bürgermeisterei Fünfzehnhöfe mit Nagelsberg in die Stadt Lennep eingemeindet, die 1929 ihrerseits in Remscheid eingemeindet wurde.